# Akkord HC
| Europapokalbilanz Herren Feld |                    |        |       |            |
| Jahr                          | Wettbewerb         | Niveau | Platz | Ort        |
| 2011                          | Club Challenge IV  | 6      | 1     | Bratislava |
| 2012                          | Club Challenge III | 5      | 1     | Bratislava |
| 2013                          | Club Challenge II  | 4      | 1     | Athen      |
| 2014                          | Club Challenge     | 3      | 3     | Rakovnik   |
| 2015                          | Club Challenge     | 3      | 7     | Wettingen  |

Der Akkord HC ist ein Hockeyverein aus Aserbaidschan. Benannt ist der Verein nach dem aserbaidschanischen Konzern Akkord. Neben dem Ataspor HC ist der Club der erfolgreichste Hockeyverein des Landes und nahm bereits an diversen Europapokalwettbewerben teil. Nach drei Aufstiegen in drei Jahren bis in die drittklassige Euro Hockey Challenge und dem Klassenerhalt dort 2014, stieg der Verein nach der 1:2-Niederlage im Entscheidungsspiel gegen Genève-Servette HC 2015 in die Challenge II ab. 2016 startete kein aserbaidschanischer Club bei den Europapokalwettbewerben.

## Erfolge
- Euro Hockey Club Challenge IV: 2011
- Euro Hockey Club Challenge III: 2012
- Euro Hockey Club Challenge II: 2013